# 太陽系最後の日
『太陽系最後の日』（たいようけいさいごのひ、原題: Rescue Party ）は、アーサー・C・クラークの短編小説。初出は1946年5月号の「アスタウンディング・サイエンス・フィクション」。
この作品はクラークが売却した初の作品として知られている。ただし、最初に出版された作品は『抜け穴』という短編で、本作は2番目である。クラークの出世作といわれ、日本では「S-Fマガジン」創刊号（1960年2月号）に宇野利泰訳で掲載された。ハヤカワ文庫のクラーク短編集『太陽系最後の日』には中村融訳で掲載されている。

## あらすじ
太陽が爆発し、地球が破壊されるその数時間前、ある1隻の宇宙船が超光速航法で地球へ急行していた。40万年前に調査船が太陽系を訪れていたが、そのときは知性が発見されず、次は60万年後に調査が行われる予定だった。だが、最近になって地球から200光年離れたある惑星に設置されていた基地に電波が届いた。通常は、これほどの短期間に知性が発生するほどの変化はしないと考えられていたが、地球に知性が誕生していることは間違いない。早急な調査が行われたところ、太陽が間もなく爆発することが判明したのである。
宇宙船に搭乗していた宇宙人たちのミッションは地球に新たに誕生した知的生命体を出来る限り救うことであった。彼らは限られた時間の中地球に降り立ち捜索の手を尽くす。途中で惑星間通信ステーションらしき施設を発見し、電波を使用し始めててからわずか200年後に宇宙空間へ進出していることに驚く。様々な痕跡から、その異形の姿形こそ知れたものの、肝心の知的生命体をついに発見することができなかった。
爆発する太陽を背に宇宙船は太陽系を脱出し、宇宙人たちは文明を救えなかったことに落胆する。もしかしたら未だ見ぬ彼ら知的生命体は太陽の爆発を察知して地中深くに潜んでいたのかも知れない。だが、とても耐え切れるものではなく惑星ごと消し飛ばされ文明諸共滅ぶしかない。しかし、あの惑星間通信ステーションと思しき施設のアンテナが太陽系の惑星ではなく、公転軌道面からも離れた虚空を向いていたことが気がかりだった。もしや彼らを過小評価しているのではないか、そう思い改めて調査したところアンテナの指向していた虚空に星図に載っていない星雲を見出した。その空間に向かった彼らは見たこともない大船団を目にする。地球人たちは無謀にもロケットで恒星間宇宙を渡ろうとしていた。